# Onitis subopacus
Onitis subopacus es una especie de escarabajo del género Onitis, familia Scarabaeidae. Fue descrita científicamente por Arrow en 1931.
Nativa de la región paleártica. Habita en China (Hong Kong, Cantón, Guangxi, Hainan, Yunnan), Afganistán, India (Jammu, Cachemira), Nepal, Sri Lanka, Birmania, Tailandia, islas de la Sonda y Vietnam.

## Descripción
Esta especie ovalada, estrecha y medianamente convexa, tiene una longitud media de unos 16 a 21 mm. Cuerpo negro con un ligero brillo metálico. Cabeza y protórax moderadamente brillantes pero los élitros no son brillantes. Clípeo elíptico, pronoto bastante punzado. Élitros finamente estriados. Pigidio opaco y apenas punzado. El macho tiene la tibia anterior alargada, delgada y fuertemente curvada. La hembra tiene la tibia delantera corta.